# Доярка з Хацапетівки 3
 Доярка з Хацапетівки 3  (рос. Доярка из Хацапетовки 3) — українсько-російський телесеріал 2011 випуску. Продовження телесеріалу 2007 року «Доярка з Хацапетівки» та україно-російського телесеріалу 2009 року Доярка з Хацапетівки 2: Виклик долі. Першу частину серіалу подивилася третина глядачів України та Росії.

## Сюжет
Молода дівчина з провінційного села Катя Матвєєва вийшла заміж за бізнесмена Дмитра Буличева — спочатку фіктивно, але з часом їх стосунки переросли в міцну сім'ю. Але не все так гладко: їх чекало руйнування сім'ї через ревнощі, авіакатастрофа, пластичні операції, амнезія та 20 років розлуки. І все ж Катя і Діма знову зустріли одне одного.
Тепер у Каті власний бізнес, ресторани. А Діма продовжує працювати в корпорації Буличова. Але конкуренти свекра Олександра Єгоровича хочуть зруйнувати його бізнес і він потрапляє у в'язницю. Каті довелося їхати до Франції, щоб продати свій бізнес і допомогти Олександру Єгоровичу. Там вона зустрічає сина її колишнього французького чоловіка — Філіпа. Він намагається її шантажувати і вимагає грошей. Отримавши відмову, він вирішує пограбувати її, наймає спільника і проникає до неї в будинок. Але Катя повернувшись не вчасно, виявляє, що у неї в будинку хтось є. Захищаючись вона б'є спільника Філіпа статуеткою по голові. Потому і сама втрачає свідомість …

## Помилки в сюжеті
У першій частині показується 2006 рік. Це можна побачити в моменті, коли Діма з Васею їздять по місту в пошуках нареченої і на будинку висить афіша фільму Живий, який вийшов в 2006 році. Так само сучасний час ми бачимо з другої частини, де Даша робить знімки цифровим фотоапаратом. Потім за фільмом проходить 20 років. Тобто на дворі повинен бути 2026 або 2027. Але в третій частині ми чуємо від Ізольди — коханки Буличева Олександра Єгоровича, таку фразу: «Документи — скукотища … Навіщо паритися, адже наступного 2012 року все одно буде кінець світу».

## У ролях
- Марія Куликова — Катя Матвєєва / Марго
- Дмитро Ульянов — Дмитро Буличов
- Дар'я (Дарина) Лобода — Дар'я Олександрівна, сестра Дмитра, дружина Василя Чернишова
- Кирило Гребенщиков — Василь Чернишов
- Володимир Стержаков — Олександр Єгорович Буличов, батько Дмитра
- Тетяна Назарова — Людмила Сергіївна Буличева, мати Дмитра
- Ганна Кузіна — Марина Буличева, дочка Каті та Діми
- Наталія Гудкова — Анна Петрівна
- Віталій Альшанський — Жерар Дюбуа
- Дмитро Лаленков — Павло
- Валентина Ананьїна — Ніна Микитівна
- Володимир Левицький — Філіп
- Грегорі-Саїд Багов — Герман, спільник Філіпа
- Дмитро Суржиков — Ігор, брат Ірини Погодін
- Валерій Легін — Геннадій Погодін
- Любов Германова — Регіна
- Римма Зюбіна — Роза
- Анастасія Касілова — Ірина Погодіна, телеведуча
- Денис Курочка — Серж